# Ablaxia asinus
Ablaxia asinus är en stekelart som först beskrevs av Girault 1917.  Ablaxia asinus ingår i släktet Ablaxia och familjen puppglanssteklar. Inga underarter finns listade i Catalogue of Life.